# Doug Wimbish

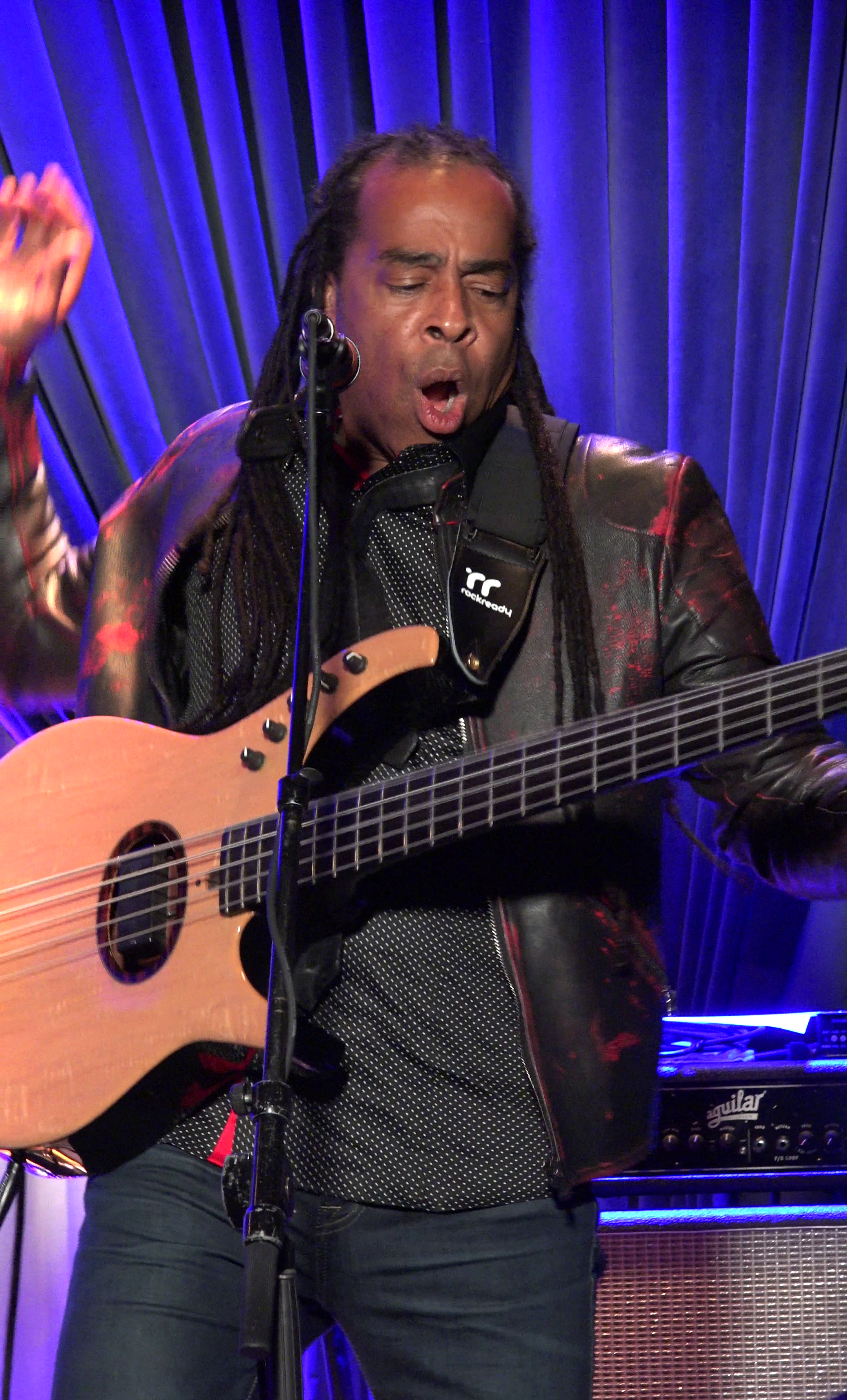
Wimbish tijdens een optreden in 2016

Douglas Arthur "Doug" Wimbish (Hartford, 22 september 1956) is een Amerikaans bassist die vooral bekend is als bassist van Living Colour en het funk/dub/hip hop collectief Tackhead. Daarnaast is Wimbish een veelgevraagd sessiemuzikant die speelde met onder andere The Rolling Stones, Mick Jagger, Depeche Mode, James Brown, Annie Lennox en Barrington Levy. Sinds 2020 is Wimbish bassist tijdens de solotour van oud Nightwish zangeres Tarja Turunen.
- Bibsys: 6093303
- Bibliothèque nationale de France: cb14027884w (data)
- Gemeinsame Normdatei: 13460489X
- International Standard Name Identifier: 0000 0000 5519 5889
- Library of Congress Control Number: n2004080900
- MusicBrainz: 860f853a-eb1c-4ace-a257-555456b40ac6
- Nationale Bibliotheek van Israël: 987007336949505171
- Système universitaire de documentation: 157863778
- Virtual International Authority File: 74051097
- WorldCat: E39PBJdRyGHVpJpqtmjBmdV6Kd